# Keir O'Donnell
Keir O'Donnell (Sídney, 8 de noviembre de 1978) es un actor australiano, reconocido principalmente por sus papeles en las películas Wedding Crashers, The Break-Up, Paul Blart: Mall Cop y American Sniper. También ha realizado numerosas apariciones en series de televisión.

## Carrera
Después de varias películas estudiantiles e independientes, O'Donnell consiguió el papel de Todd Cleary en la cinta Wedding Crashers. La película se convirtió en la comedia más taquillera de todos los tiempos en su momento. Poco después de Crashers, Vince Vaughn invitó a O'Donnell a unirse a él en su gira de comedia Wild West Comedy Show, llegando a 30 ciudades de los Estados Unidos en 30 días. O'Donnell aparecería en el escenario con Vaughn como invitado especial haciendo sketches de improvisación.
En 2002 hizo el papel de Todd Jarvis en la película Splat!. Más adelante participó en la comedia independiente Flakes con Zooey Deschanel, cinta que se estrenó en el Festival de Cine South by Southwest en 2007. O'Donnell también apareció en la película de Henry Bean Noise, que se presentó en el Festival de Cine de Toronto en 2008. Interpretó al villano Veck Simms en Paul Blart: Mall Cop y apareció en la comedia romántica de 2010 When in Rome, con Kristen Bell y Josh Duhamel. El mismo año tuvo un cameo en la película The Mother of Invention.

## Filmografía

### Cine
| Año  | Título                               | Papel               | Notas                |
| ---- | ------------------------------------ | ------------------- | -------------------- |
| 2002 | In Your Face                         | Todd Jarvis         |                      |
| 2004 | Starkweather                         | Bob Von Buch        |                      |
| 2005 | Wedding Crashers                     | Todd Cleary         |                      |
| 2006 | The Break-Up                         | Paul Grant          |                      |
| 2007 | Flakes                               | Stuart              |                      |
| 2007 | What We Do Is Secret                 | Chris Ashford       |                      |
| 2007 | After Sex                            | David               |                      |
| 2007 | Deadbox                              | Tucker              |                      |
| 2008 | Bar Starz                            | Dick                |                      |
| 2008 | Pathology                            | Ben Stravinsky      |                      |
| 2008 | Amusement                            | The Laugh           |                      |
| 2009 | Paul Blart: Mall Cop                 | Veck Simms          |                      |
| 2009 | Taking Chances                       | Digger Morris       |                      |
| 2009 | Civil                                | Everette Higgins    | Corto                |
| 2009 | The Mother of Invention              | Cameo               |                      |
| 2010 | The Runaways                         | Rodney Bingenheimer |                      |
| 2010 | When in Rome                         | Padre Dino          |                      |
| 2010 | Miss Nobody                          | L.J. Feffer         |                      |
| 2010 | No Deal                              | Kygan               | Corto                |
| 2011 | The Man Who Never Cried              | Ralph Winston       | Corto                |
| 2012 | Free Samples                         | Danny               |                      |
| 2012 | Complacent                           | Thomas Pulchek      |                      |
| 2013 | Worm                                 | Dustin (voz)        |                      |
| 2013 | A Case of You                        | Eliot               | Escritor y productor |
| 2014 | Dawn of the Planet of the Apes       | Finney              |                      |
| 2014 | Bound for Greatness                  | Darren Meadows      |                      |
| 2014 | Speed Dating                         | Ricky               | Corto                |
| 2014 | American Sniper                      | Jeff Kyle           |                      |
| 2015 | Return to Sender                     | Tony Desantos       |                      |
| 2015 | David Ramirez: Rock and a Hard Place | Ben                 | Corto                |
| 2015 | In the Night                         | A.P.                | Corto                |
| 2016 | Incarnate                            | Oliver              |                      |
| 2017 | Gifted                               | Bradley Pollard     |                      |
| 2017 | Heart, Baby                          | Randy               |                      |
| 2024 | Marmalade                            | -                   | Director y guionista |

### Televisión
| Año  | Título                            | Papel                                   | Notas                       |
| ---- | --------------------------------- | --------------------------------------- | --------------------------- |
| 2004 | 8 Simple Rules                    | Derek                                   | "Mall in the Family"        |
| 2004 | Lost                              | Thomas                                  | "Raised by Another"         |
| 2005 | Killer Instinct                   | Chester                                 | "Shake, Rattle, and Roll"   |
| 2006 | CSI: Crime Scene Investigation    | Ken Richmond                            | "Up in Smoke"               |
| 2006 | The Closer                        | Gerald Curtis                           | "No Good Deed"              |
| 2006 | Introducing Lennie Rose           | Harper                                  | Telefilme                   |
| 2007 | It's a Mall World                 | Dennis                                  |                             |
| 2008 | It's Always Sunny in Philadelphia | Jan                                     | "Mac & Charlie Die: Part 2" |
| 2008 | Sons of Anarchy                   | Lowell Harland, Jr.                     | Papel recurrente            |
| 2009 | FlashForward                      | Ned Ned                                 | "Black Swan"                |
| 2010 | Ghosts/Aliens                     | Mike Stevens                            | Telefilme                   |
| 2010 | My Generation                     | Kenneth Finley                          | Papel principal             |
| 2011 | United States of Tara             | Evan                                    | Papel recurrente            |
| 2012 | The Tin Star                      | Daniel Flynn                            | Telefilme                   |
| 2012 | Law & Order: Special Victims Unit | Stuart                                  | "Street Revenge"            |
| 2013 | NCIS                              | Ramsey Boone                            | "Prime Suspect"             |
| 2013 | Californication                   | Beckett Fetch                           | "Blind Faith"               |
| 2013 | Maron                             | Matt                                    | "Mexican Angel"             |
| 2014 | Rizzoli & Isles                   | Craig Johnson                           | "Tears of a Clown"          |
| 2015 | Masters of Sex                    | Vincent                                 | "Two Scents"                |
| 2015 | Fargo                             | Ben Schmidt                             | Papel recurrente            |
| 2016 | The Crossroads of History         | Niccolò Machiavelli / John Wilkes Booth | "Mona Lisa", "Lincoln"      |
| 2017 | Sun Records                       | Dewey Phillips                          |                             |
| 2017 | Legion                            | Daniel                                  | "Chapter 8"                 |
| 2017 | Ray Donovan                       | George Winslow                          | Papel recurrente            |
| 2018 | Drunk History                     | Mullen                                  | Episodio: "Death"           |